# Mirosław Karwat
Mirosław Karwat (ur. 1953) – polski politolog, profesor i kierownik Katedry Teorii Polityki i Myśli Politycznej Wydziału Nauk Politycznych i Studiów Międzynarodowych Uniwersytetu Warszawskiego i profesor Instytutu Studiów Politycznych Polskiej Akademii Nauk. Były członek Polskiej Zjednoczonej Partii Robotniczej; wchodził w skład organów doradczych kierownictwa tej partii. 

## Życiorys
Studia magisterskie na Wydziale Nauk Społecznych Uniwersytetu Warszawskiego ukończył w 1975 r. Doktorat w dyscyplinie nauk o polityce uzyskał w 1977 r. Uniwersytecie Warszawskim na podstawie rozprawy pt. „Interpretacja humanistyczna działań politycznych”, przygotowanej pod kierunkiem Artura Bodnara. Habilitował się w 1986 lub 1987 r. na warszawskiej Akademii Nauk Społecznych, a w 2009 r. uzyskał tytuł profesora nauk humanistycznych. Został zatrudniony na stanowisku profesora w Collegium Varsoviense, w ALMAMER Szkole Wyższej w Warszawie, w Instytucie Politologii na Wydziale Humanistycznym Uniwersytetu Zielonogórskiego, a także profesora zwyczajnego w  Katedrze Teorii Polityki i Myśli Politycznej na Wydziale Nauk Politycznych i Studiów Międzynarodowych Uniwersytetu Warszawskiego i Instytucie Studiów Politycznych Polskiej Akademii Nauk.
Był pracownikiem naukowym Instytutu Podstawowych Problemów Marksizmu-Leninizmu przy KC PZPR oraz Wyższej Szkoły Nauk Społecznych przy KC PZPR. Jeden z członków-założycieli Stowarzyszenia Marksistów Polskich w marcu 1990. Od 1995 r. pracuje na Uniwersytecie Warszawskim. Jest kierownikiem Katedry Teorii Polityki i Myśli Politycznej Wydziału Nauk Politycznych i Studiów Międzynarodowych Uniwersytetu Warszawskiego i członkiem Komitetu Nauk Politycznych Polskiej Akademii Nauk. 

## Nagrody
- Nagroda „Trybuny Ludu” (1984)[7]
- Nagroda „Trybuny Ludu” (1986) za książkę "Ciągłość i zmiana w partii" (wraz z W. Milanowskim)[8]